# Osteointegración

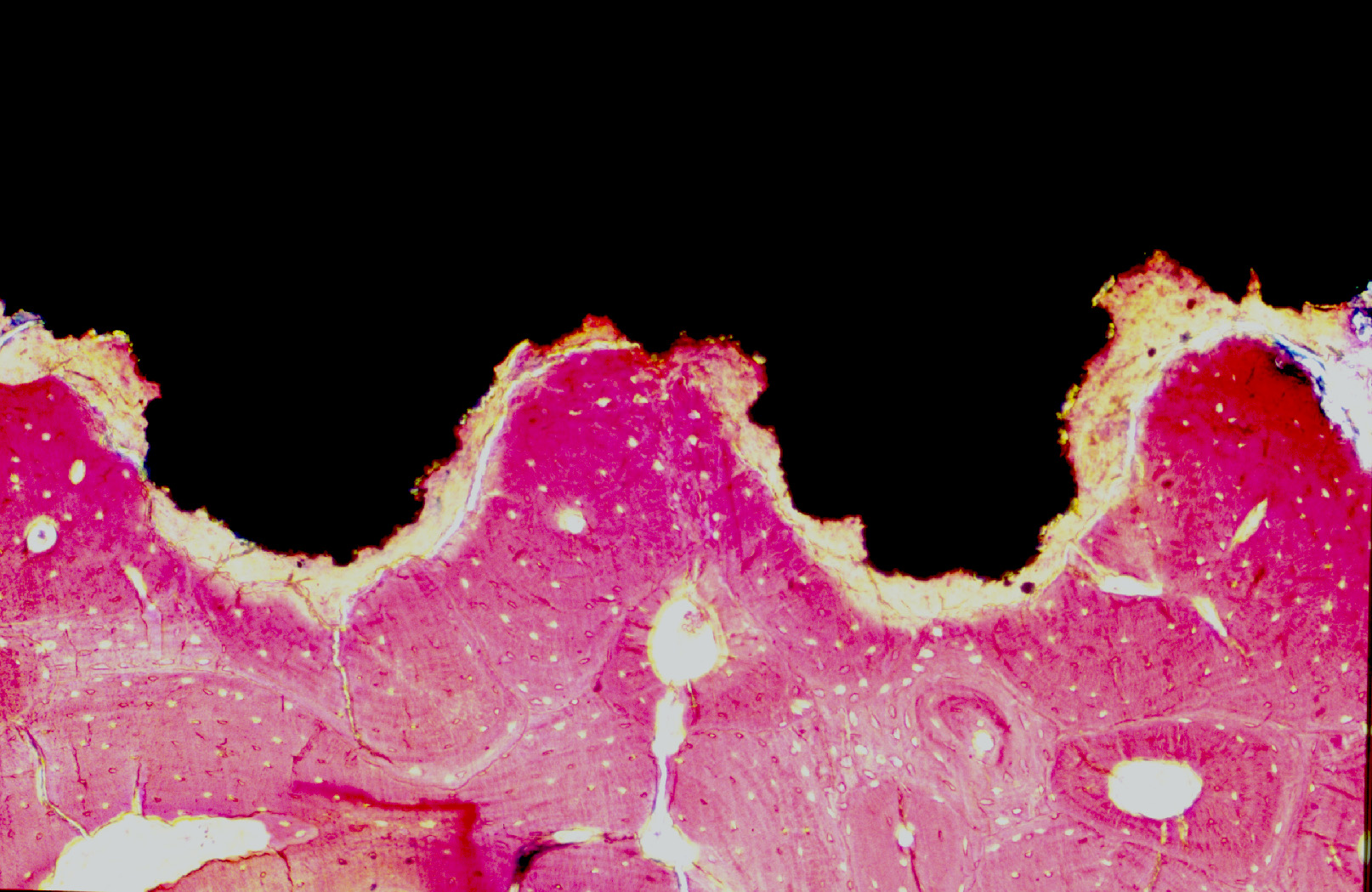
Diapositiva que muestra una sección histológica microscópica de hueso integrado a la superficie de titanio de un implante dental (negro)

El proceso de osteointegración se define como una conexión directa, estructural y funcional entre el hueso vivo, ordenado, y la superficie de un implante sometido a carga funcional. El término original de oseointegración fue acuñado por el profesor Per-Ingvar Brånemark desde sus estudios en 1952.
El uso de esta técnica quirúrgica moderna permite al paciente que ha sufrido una pérdida dental, o que requiere un reemplazo protésico articular o segmentario, una recuperación plena de la función.
La elección del titanio se debe a que este metal en contacto con la atmósfera se oxida en milisegundos transformándose su superficie en óxido de titanio. Dicho óxido se comporta como un material bio-inerte, es decir que no produce rechazo, reacción natural del organismo ante la presencia de un cuerpo extraño que deriva habitualmente en complicaciones clínicas. Además, el titanio presenta unas características mecánicas muy adecuadas, ya que su dureza permite soportar cargas oclusales elevadas, y su módulo elástico es aceptable en comparación con el del hueso. 
Para que se produzca la osteointegración, hay que realizar una correcta técnica quirúrgica, dependiendo el éxito de la presencia o ausencia de procesos inflamatorios, del diseño del implante y del tiempo en el que el implante se mantenga libre de cargas, que debe ser alrededor de 6 meses.
En la actualidad, las técnicas más avanzadas permiten proporcionar una prótesis con dientes fijos sobre implantes dentales a los pocos días o incluso a las horas de su colocación. Empezando un proceso de osteointegración dinámica ya que el implante recibe la carga mientras se produce la osteointegración.
Un problema que debe tenerse en cuenta antes de realizar la técnica de implantes, es el relativo a las bocas que sufren un encogimiento excesivo o irreversible del hueso alveolar debido a factores como la edad, el sexo o los componentes metabólicos.

## Origen de la osteointegración
Los orígenes de los implantes modernos basados en la evidencia científica, se apoyan en los estudios realizados por el investigador sueco Per-Ingvar Brånemark, quien a partir de 1950 llevó a cabo experimentos para estudiar la respuesta de la médula ósea ante diferentes variables clínicas. Su investigación le llevó a observar que el tejido óseo se adhiere fuertemente al titanio, lo que derivó después de años de desarrollo en el diseño de una fijación, implante, con forma de tornillo que una vez instalada, con una técnica quirúrgica singular, en el hueso maxilar era capaz de anclar substitutos artificiales de las piezas dentales perdidas.
La capacidad del titanio de integrarse en el hueso se reconoce por la presencia de hueso regenerado a lo largo de la superficie del implante (hueso trabecular penetrando en los poros de la superficie), complejo proceso fisioquímico y ultraestructural que debe considerarse a nivel molecular. Esto se debe a su capacidad de reacción con los mucopolisacáridos, las glucoproteínas y los osteoblastos, permitiendo así una perfecta adaptación del hueso.

## Etapas del procedimiento quirúrgico
El implante dental osteointegrado se coloca mediante un procedimiento quirúrgico que se ha popularizado enormemente durante los últimos veinte años debido a su buen pronóstico, funcionalidad y a las crecientes demandas estéticas. El proceso de colocación se resume en las siguientes etapas:
- La instalación quirúrquica del implante, sustituyendo la raíz natural del diente.
- La osteointegración, período de cicatrización del implante, fenómeno biofísico que produce la unión a nivel molecular del titanio con la estructura ósea.
- El sellado gingival sobre el cuello del implante.
- La confección y colocación de las prótesis dentarias o coronas.

## Condiciones para que se produzca la osteointegración
La osteointegración es el proceso mediante el cual el implante se integra con el hueso alveolar, hueso que sostiene la porción de diente natural. Para que dicha osteointegración se produzca es necesario que se den ciertas condiciones:
- La zona donde se va a realizar el implante debe encontrarse absolutamente estéril.
- El implante debe realizarse entrando en contacto directo con el hueso, para que se produzca el proceso de osteintegración de manera natural.
- El hueso debe conseguir integrarse incluso en las ranuras del implante colocado.
- Se debe respetar un tiempo de curación de 3 a 4 meses para el maxilar inferior y de 4 a 6 meses para el maxilar superior.[2]

## Osteointegración en amputados
La osteointegración tiene un origen en la odontología con los implantes dentales, hoy difundidos masivamente por sus exitosos resultados.   Fue descubierta en el año 1950 por el profesor sueco Branemark y se define como el proceso por el cual las células óseas se adhieren a una superficie metálica.  En los 60´ se utilizó en Anaplastologia, (reconstrucciones de rostro), en aquellas resecciones tumorales y por malformaciones congénitas de la cirugía craneomaxilofacial, en los casos en que las prótesis de silicona de reemplazo tuvieran dificultades para su adhesión en zonas secretantes, mucosas y submucosas.  También solucionaban grandes resecciones que incluían boca y cara. 
Actualmente, la osteointegración se utiliza para el anclaje permanente de extremidades artificiales al hueso remanente del brazo o la pierna, pero está extendiéndose a todos los huesos de la economía (mano y pie).  
Mediante un procedimiento quirúrgico se inserta un implante de metal (titanio) 3 roscado (como los dentales), o con un recubrimiento poroso (también de titanio) similar en dimensiones a la trabécula ósea de los huesos húmero, el fémur o la tibia.  
Una parte del implante sobresale a través de la piel a través de un orificio (estoma), permitiendo que pueda unirse la prótesis externa con un conector. 
La cirugía del implante y el estoma, puede realizarse en un solo paso (escuela australiana) o en dos pasos (Suecia, Alemania), separando el primer paso de la colocación del implante a la creación del estoma en una a cuatro semanas. 

### Evolución de la tecnología
En los años 90 dejaron de ser dispositivos exclusivos para un grupo selecto de pacientes, pues los criterios de inclusión dependían como hoy de su patología de origen; pero debía sumarse idiosincrasia étnica, personalidad, grupo socioeconómico o finalmente hasta la aceptación de la tecnología por los anglosajones y el rechazo de los latinos.  
Además de su alto costo, en esos primeros años, los diseños tenían un alto índice de complicaciones entre aflojamientos e infecciones del estoma.  
Todas estas razones obligaron a los que deseaban caminar esa ruta hacia una robótica biológica que visualizaron no por películas de ciencia ficción, sino como un futuro ineludible, a esperar una evolución de la tecnología y la técnica quirúrgica, que en los últimos diez años por fin ha ocurrido.   
Lo que cambió en el uso de la osteointegración para acercarse al éxito de los implantes dentales han sido básicamente dos detalles:  la técnica quirúrgica hasta 2009, era idéntica a la amputación convencional, que mantiene el espesor de tejido muscular y graso que acolcha el extremo del muñón óseo.  Ese detalle sumado a que la rugosidad del implante alcanzaba el estoma, mantenía la irritación de la piel y la infección en la salida del implante por la piel. 
Los resultados de esa época en la que las infecciones dominaban la escena de la técnica con un 30 % y en algunas series hasta el 70% de los implantados, realmente hacia muy selectiva la elección por parte de pacientes y profesionales. Hoy los seguimientos clínicos de los nuevos diseños, con el ceramizado del extremo del implante y la eliminación de las partes blandas entre el muñón óseo y la piel, las distintas escuelas muestran a las infecciones dentro de un rango controlado del 1 a 3 %. 
Una prótesis osteointegrada ofrece una serie de ventajas a las personas con una pierna o un brazo amputados en comparación con una prótesis de encaje (también conocida como cono de enchufe). En los casos de muñones complejos, los pacientes deambulan entre conos que lastiman, se desprenden, y muchas veces obligan a remodelaciones quirúrgicas, por causa del sufrimiento, o buscando un muñón más equipable, que difícilmente se obtiene.   A este escenario también se suman molestias por sudoración, dolor, mal olor, irritación, dificultades en la colocación y retiro, además de caídas y cambio periódico de encajes. La unión con el muñón es mucho más estable y permite un rango de movimiento completo de la articulación. De esta manera andar es mucho más fácil. Además, no causa dolor o heridas en la piel cuando se utiliza. Como la prótesis está unida directamente al hueso, el portador siente como si la prótesis fuera parte de su cuerpo debido a un proceso conocido como ¨Osteopercepción natural “. 
- Las ventajas son:
  - Mayor uso de la prótesis, y la carga mejora la calidad ósea.
  - Permite caminar distancias más largas.
  - Rango de movimiento completo de la articulación.
  - Mayor comodidad al sentarse.
  - Ausencia de problemas en la piel.
  - Mayor estabilidad y seguridad cuando se está tanto de pie como sentado.
  - Sensación que la extremidad artificial pertenece al cuerpo.
  - Colocación y retirada de la prótesis de forma fácil y rápida.
  - Mejor alineación del muñón óseo.
  - Mecánica más normalizada, sin pivotes y pistoneo.
  - Desarrollo del tono muscular y fuerza muscular =mayor control y menos esfuerzo= consumo de energía reducido.
  - La excursión y trabajo muscular no está restringida por los bordes del encaje de la prótesis, independientemente de si está sentado, parado o caminando.
  - Componentes más ligeros y percepción mejorada del peso,
  - Mejor propiocepción con el suelo que con prótesis convencionales.
  - Reducción del dolor fantasma.
  - No es necesario reemplazar los enchufes continuamente = ahorro de costos.
  - Puede sentarse en el baño

Cuidado del orificio (estoma):
Es necesario limpiar el área donde el implante a través de la piel (estoma) dos veces al día con agua y jabón. En algunos casos, la piel alrededor del estoma puede irritarse. En el primer año después de la implantación, se puede experimentar un intenso dolor muscular que desaparece tan pronto como los músculos del muñón se vuelven más fuertes. 
- Las desventajas son:
  - Costo elevado.
  - Falla mecánica después de una caída=fractura o aflojamiento, miedo a las caídas.
  - Los pacientes osteointegrados, vuelven a actividades de alto impacto, con el riesgo que ello implica.
  - Se requieren dos cirugías (escuelas europeas).
  - Un período de rehabilitación relativamente largo (implantes roscados).
  - Estoma permanente=Riesgo de infección profunda. El riesgo de infección puede ser en gran parte controlado a través de rigurosa higiene personal y antibióticos. Si ocurre la infección, esta puede causar problemas importantes: pérdida ósea, aflojamiento del implante y posible necesidad de re amputar a la extremidad a un nivel más alto, un nivel menos funcional.
  - Carga de peso a través del fémur -> integridad de la articulación de la cadera, si ocurre con menor densidad mineral ósea. Cuando se utiliza una prótesis de encaje con cono de enchufe de contacto total con la piel del muñón, el hueso no sostiene carga y los músculos del muñón se mantienen inactivos. Esto da lugar a una disminución del volumen muscular y a un debilitamiento del hueso con osteoporosis. Con el implante osteointegrado se restaura la carga natural lo que fortalece la calidad ósea y los músculos del muñón se reactivan para estabilizar el hueso. Con estos implantes, se pueden llevar a cabo todas las actividades de la vida diaria, incluyendo tomar un baño, nadar, ir a una sauna, hacer ciclismo, navegar, etc. No se recomienda practicar deportes de contacto, el fútbol ni el esquí. Sin embargo, se pueden practicar todos estos deportes cuando no se lleva la prótesis, y es difícil evitar que el paciente se inhiba cuando la lleva.

Que se debe preguntar al paciente para que sea un candidato adecuado para un tratamiento de osteointegración:
- Experimenta problemas con la prótesis de encaje: transpiración, problemas en la piel, ¿dolor?
- ¿La distancia que puede caminar se encuentra limitada por la prótesis de encaje?
- ¿No puede sentarse cómodamente cuando lleva su prótesis con cono de contacto?
- ¿Su prótesis con cono de enchufe se afloja a menudo durante la realización de sus actividades diarias?
- ¿Tiene dolor en la espalda porque no se sienta ni está de pie con la espalda recta o cojea al caminar?

### Rehabilitación
Inicia una semana después de la cirugía de osteointegración. La carga es progresiva para soportar peso total, utilizando barras paralelas y ayudas para caminar (muletas).  Se debe respetar instrucciones precisas de cuidado del estoma y realizar el alineamiento protésico y ajuste fino. En los primeros meses después de la osteointegración, el dolor muscular a menudo es un factor limitante de la marcha para caminar sin soporte. Caminar sin muletas puede tomar de 2 a 6 meses.
Toda la adaptación de la exoprótesis debe permitir el intercambio de experiencias con otros pacientes y proporcionar un entorno seguro rodeado de profesionales de todas las disciplinas con experiencia en osteointegración.
El médico Fisiatra indicará la intensidad del entrenamiento de la marcha y puede recetar analgésicos para aliviar el dolor muscular o articular.  Coexisten un programa estándar de carga progresiva para soportar peso completo en 6 semanas y un programa lento para cargar peso completo en 12 semanas, indicado cuando la longitud del hueso es corta o de baja calidad ósea. Los implantes roscados demandan un periodo de incorporación ósea del metal de un año, por lo que la carga total del peso corporal demanda ese tiempo.
Respecto a la evolución de la osteointegración en miembro superior, las prótesis mioeléctricas actuales para amputados transhumeral y de desarticulados de hombro generalmente se controlan mediante señales eléctricas (señales EMG) de uno o dos sitios musculares en la extremidad residual o el área superior del hombro. Un procedimiento quirúrgico llamado re-inervación muscular dirigida (TMR), desarrollado por el Dr. Todd Kuiken, crea sitios EMG adicionales que pueden mejorar la capacidad de una persona de usar una prótesis. La TMR toma los nervios que previamente transportaban las señales para los movimientos de la mano, la muñeca o el codo, y los reconecta a los músculos adyacentes, amplificando dramáticamente la señal nerviosa. Para los amputados transhumerales, esto crea nuevos sitios EMG en el brazo superior residual; para los amputados con desarticulación del hombro, los nuevos sitios de EMG se encuentran en la parte superior del tórax, que rodea al receptáculo protésico. Estos nuevos sitios de EMG se controlan con contracciones musculares distintas e intuitivas, algunas de las cuales pueden ocurrir simultáneamente. Es esperable que la implantación en osteointegración sea directamente a los nervios remanentes mediante TMR, como lo está iniciando la escuela sueca.